# Waterbury (Nebraska)
Pour les articles homonymes, voir Waterbury.
Waterbury est un village du comté de Dixon, dans l'État du Nebraska, aux États-Unis. En 2020, il comptait une population de 72 habitants.